# Петар Војиновић
Петар Војиновић је био српски племић у служби кнеза Лазара Хребељановића. Трећи је син Војислава Војиновића. Помиње се 5. фебруара 1388. године због робе коју је са кнезом Лазаром одузео дубровачким трговцима на Увцу код Радојиње (in Radochigna).